# Las nuevas mil y una noches
Las nuevas mil y una noches (en inglés: New Arabian Nights) es una colección de cuentos de Robert Louis Stevenson. Los cuentos fueron publicados en revistas desde 1877 hasta 1880. La colección fue publicada en libro en 1882.
La obra se divide en dos volúmenes.

## Volumen 1
El primer volumen consta de 7 historias que originalmente se llamaron en conjunto Latter-day Arabian Nights (Cuentos de los últimos días de las mil y una noches). Los historias fueron publicadas sueltas pero como serial por The London Magazine desde junio hasta octubre de 1878. Los cuentos de este primer volumen se agrupan en dos ciclos:

### El diamante del rajá
Los cuentos de El diamante del rajá (The Rajah's Diamond) fueron publicados en The London Magazine desde junio hasta octubre de 1878. El ciclo comprende 4 historias:
- Historia de la sombrerera (Story of the Bandbox).
- Historia del joven clérigo (Story of the Young Man in Holy Orders).
- Historia de la casa de las persianas verdes (Story of the House with the Green Blinds).
- Historia del príncipe Florizel y el detective (The Adventure of Prince Florizel and a Detective).

La casa Dramafilms hizo una adaptación cinematográfica de El diamante del rajá en 1921: The Tame Cat (El gato domesticado). La dirigió Willard King Bradley, y los papeles principales fueron para Marion Harding y Ray Irwin.
En 1979, la televisión de la BBC de Gales emitió una adaptación operística dirigida por Alun Hoddinott e interpretada por el tenor David Hillman y el barítono Geraint Evans, entre otros cantantes, y la Orquesta Nacional de Gales de la BBC (en galés, Cerddorfa Genedlaethol Gymreig y BBC; en inglés, BBC National Orchestra of Wales).

## Volumen 2
El segundo volumen recoge 4 historias independientes publicadas antes en otras revistas:

### El pabellón de las dunas

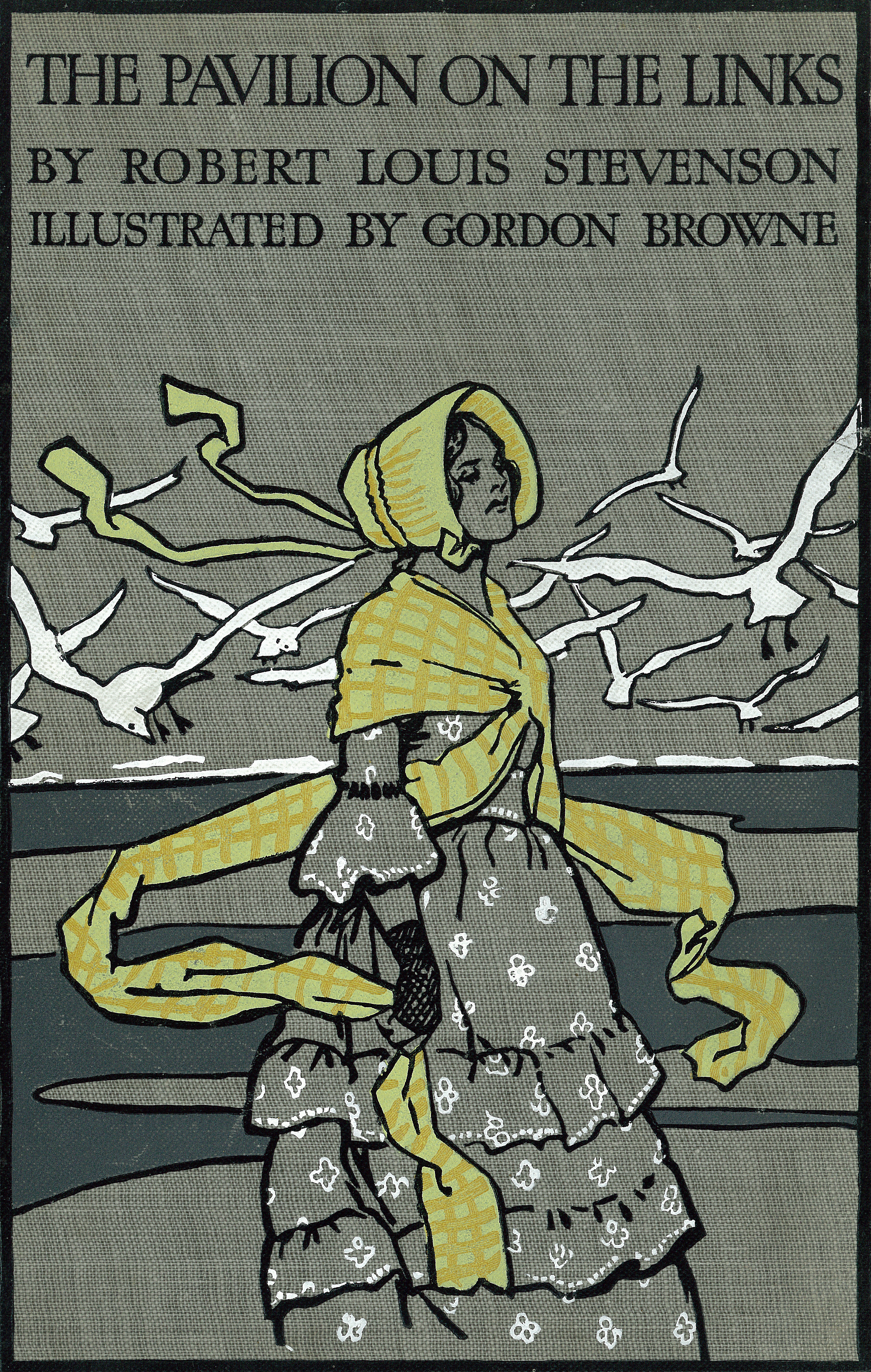
Portada de Gordon Browne para la edición ilustrada de 1913.

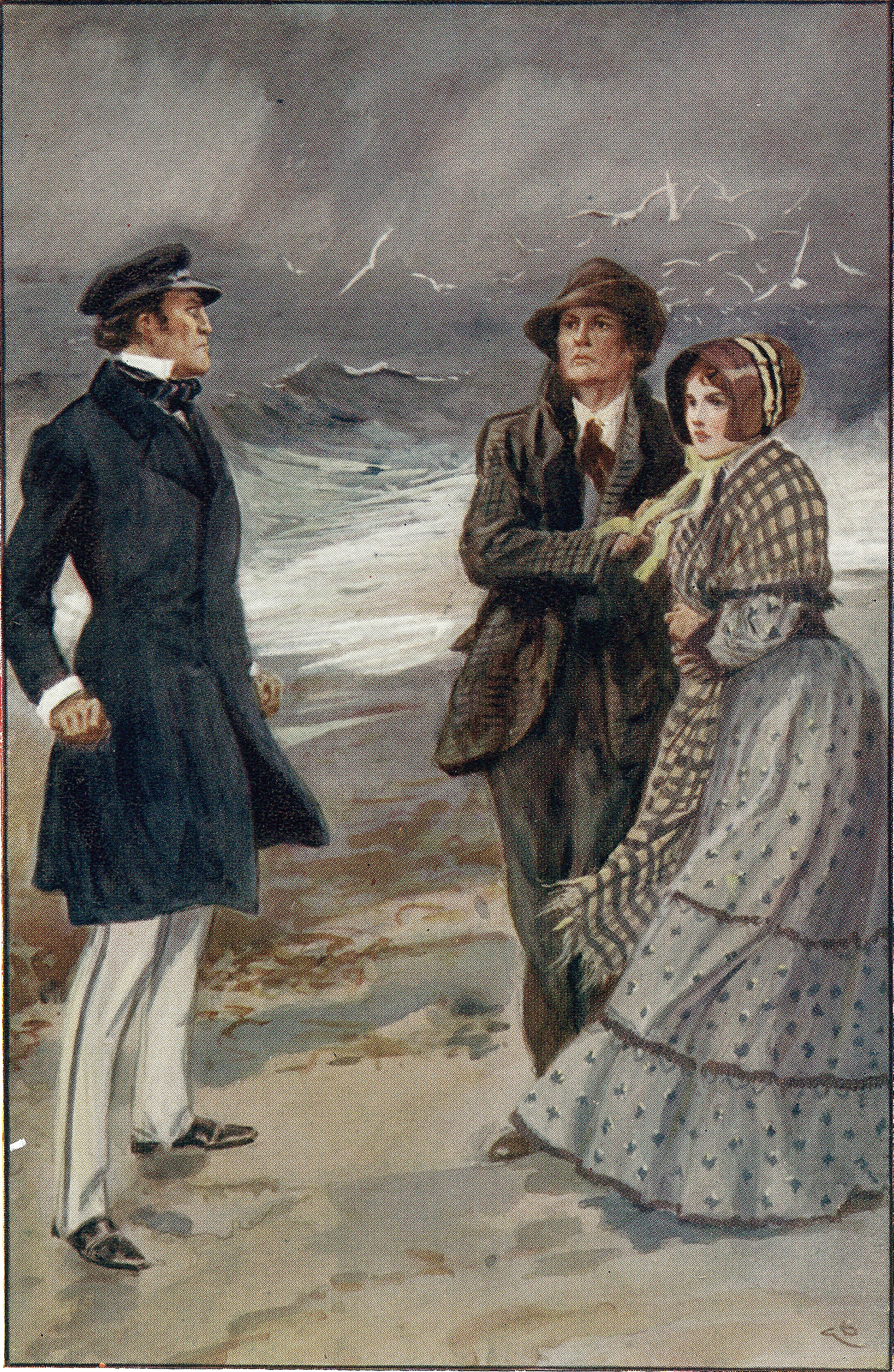
Ilustración de Gordon Browne para la misma edición.

El pabellón de las dunas (The Pavilion on the Links) se publicó por primera vez en los n.os 42 y 43, de septiembre y octubre de 1880, de la revista literaria The Cornhill Magazine. La publicada en el libro de 1882 es una versión revisada. La narración se desarrolla a lo largo de 9 episodios cortos.
Stevenson emprendió la elaboración de esta historia en noviembre de 1878, según indica él mismo en su ensayo La educación de un ingeniero, que forma parte de A través de las Grandes Llanuras. Fue a partir de un escrito sobre una anécdota de juventud que había incluido en una sección de miscelánea periodística. El 7 de agosto de 1879, Stevenson partió hacia California para reencontrarse con su amada, Fanny Osbourne, con la que después se casaría; el futuro cuento aún era un borrador por entonces, y Stevenson lo acabaría en noviembre, durante su estancia en Monterrey.
El escritor volvió a Gran Bretaña en agosto de 1880, presentó la obra al editor Leslie Stephen y éste aceptó de inmediato publicarla. El cuento apareció en dos entregas, en los números de septiembre y de octubre de la Cornhill Magazine, firmado únicamente con las iniciales: R.L.S. Esta obrita supondría el comienzo del reconocimiento de Stevenson en el mundo literario.
En su obra Through the Magic Door (Tras la puerta mágica), en la que repasa los volúmenes de su biblioteca particular, Arthur Conan Doyle opina que los cuentos El pabellón de las dunas y El extraño caso del doctor Jekyll y el señor Hyde son las obras maestras de Robert Louis Stevenson, y hace remembranza de la gran impresión que le había causado ese « modelo genuino de narración dramática » al conocerlo en las páginas de la Cornhill Magazine.
Las dunas a las que se refiere Stevenson son las de North Berwick (East Lothian), donde había estado de vacaciones durante el verano de 1862.
La obra fue adaptada al cine en 1920 por Maurice Tourneur con el título Le Cercle blanc; también en 1999 por C. Grant Mitchell, con el título The Pavilion y con Craig Sheffer, Patsy Kensit y Richard Chamberlain ocupándose de los papeles principales.

### Los otros cuentos
- Cobijo por una noche (A Lodging for the Night). Obra de 1877.
- La puerta del señor de Malétroit (The sire de Malétroit’s Door). Obra de 1877.
- La providencia y la guitarra (Providence and the Guitar). Obra de 1878.

## Alusiones a otras obras
El título de esta colección de cuentos de Stevenson hace alusión a la famosa colección titulada Las mil y una noches. Aunque las historias de Stevenson se desarrollan en la Europa de su época, desde el punto de vista estilístico el escritor imitó la técnica de los relatos enmarcados que es característica de su modelo oriental. Por entonces, a finales de los años 70 y principio de los 80 del siglo XIX, se publicaron dos traducciones muy esperadas de Las mil y una noches que ayudaron en gran medida a atraer la atención hacia la obra de Stevenson: la de Richard Francis Burton y la de John Payne.

## Importancia literaria y opinión de la crítica
En la colección se encuentra el primer cuento de Stevenson que se publicó: Cobijo por una noche (A Lodging for the Night). Algunas de las historias que recoge esta colección son consideradas por algunos críticos como lo mejor de la obra stevensoniana, y como pioneras de la tradición cuentística literaria inglesa. En 1890, Arthur Conan Doyle dijo que El pabellón de las dunas era la cumbre de la obra de Stevenson y el mejor cuento literario del mundo. Barry Menikoff considera la colección de cuentos de Stevenson como el comienzo del cuento literario inglés.